# Kiosk (Lummen)

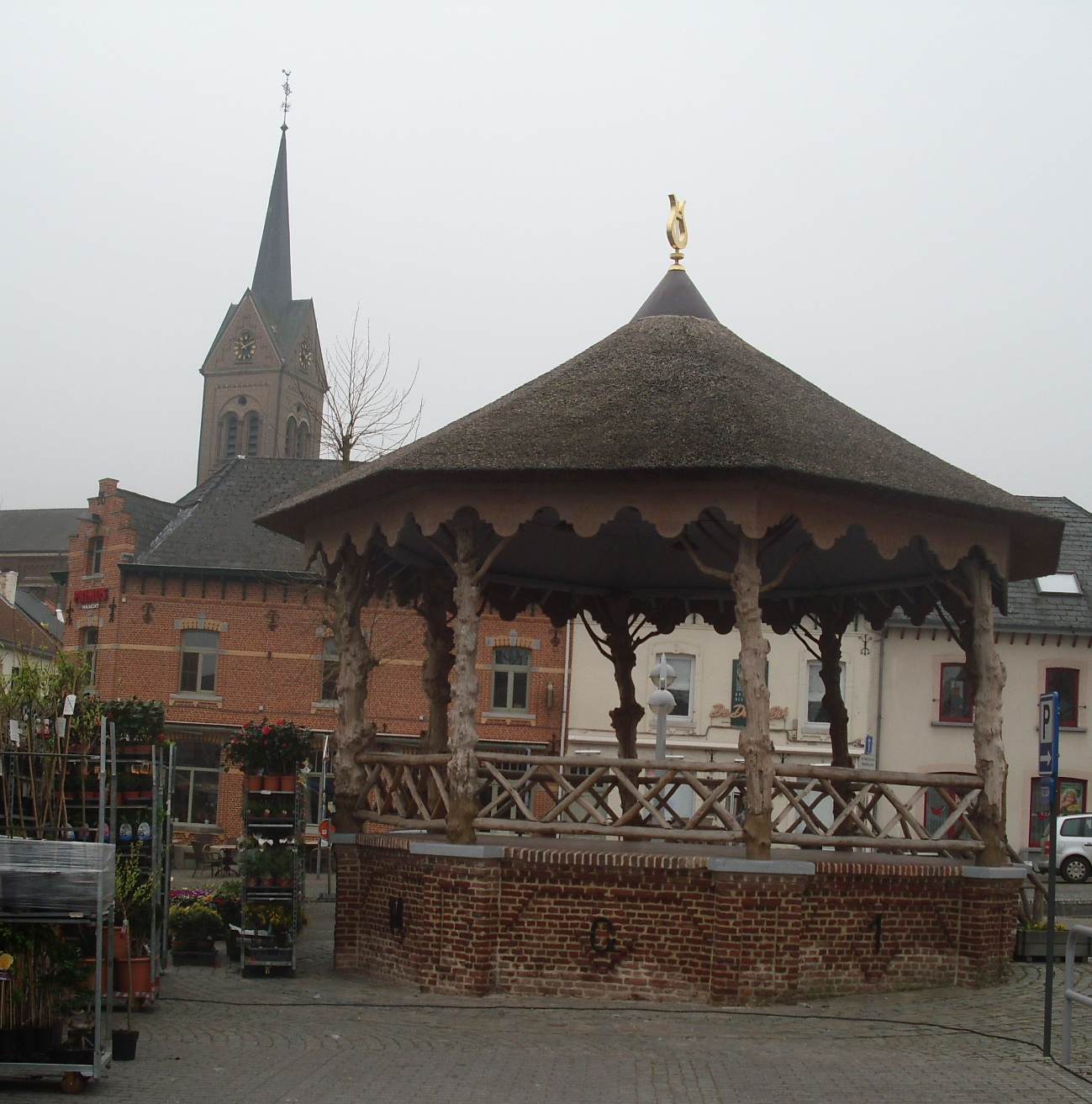
Kiosk - Lummen - België

De kiosk van Lummen staat op het Gemeenteplein en is opgericht in 1887. De kiosk werd gerestaureerd in 2009 en is een straatbepalend beeld in de Limburgse gemeente.

## Geschiedenis

### Oprichting
In de achttiende eeuw verschenen in parken, tuinen en op dorpspleinen in heel Europa kiosken. Oorspronkelijk waren ze bedoeld voor militaire blaaskapellen. Maar niet veel later ontstonden ook kiosken van burgerlijke muziekverenigingen, meestal opgericht onder impuls van een plaatselijke notabele.
In Lummen ontstond in 1848 de Harmonie Sint-Cecilia, opgericht door baron Henri-François de Zerezo de Tejada die in kasteel Het Hamel woont. De eerste jaren gaan de repetities dan ook in het kasteel door. In 1861 stierf de baron en nam Eugène Van Willigen, de schoonzoon van de baron, het voorzitterschap over. Binnen de harmonie groeide intussen de vraag naar een definitief repetitielokaal en, veel belangrijker nog, de vraag naar een kiosk waar ze muziekwedstrijden konden inrichten en concerten konden spelen.
In 1885 nam Henri Van Willigen, na het overlijden van zijn vader Eugène, het voorzitterschap over. Het was Henri Van Willigen die samen met zijn vrouw Marie Glavany een kiosk liet oprichten op het dorpsplein. Het koppel draaide zelf op voor de kosten. De inhuldiging ervan vond plaats op 14 augustus 1887. De initialen van de schenkers en het bouwjaar zijn overigens nog steeds terug te vinden op de muren van de kiosk (HWMG 1887). Henri Van Willigen, die later ook nog burgemeester wordt van Lummen, en zijn vrouw liggen nog steeds in Lummen begraven in de grafkapel vlak naast de kerk.
Voor de bouw van de kiosk werden voornamelijk knoteiken gebruikt, een eikensoort die vandaag nog steeds veelvuldig voorkomt in Lummen. Boven op de kiosk werd toen reeds de kenmerkende lier aangebracht. Het dak zelf werd bedekt met stro.  Maar tijdens het vuurwerk naar aanleiding van de Halfoogstkermis ergens in de jaren 1930, brandde het dak van de kiosk af. Het dak werd daarom vervangen door leien.
Omdat kiosken na de Tweede Wereldoorlog steeds minder gebruikt werden, werden ze in veel steden en gemeenten afgebroken. In Lummen is de kiosk wel bewaard gebleven en is ze zelfs uitgegroeid tot een typerend en waardevol dorpsbeeld.

### Renovatie
In 2009 werd gestart met een grondige renovatie van de kiosk. De originele dakbedekking in stro keerde terug en de houten balken werden vernieuwd. De oorspronkelijk houten lier op het dak werd vervangen door een verguld exemplaar. Om de authenticiteit van de kiosk te bewaren, werd de constructie ook bewust scheef geplaatst. De oorspronkelijke kiosk stond immers ook scheef. Op 25 april 2010 werd de gerenoveerde kiosk officieel ingehuldigd.